# Большое Ушаково
Большое Ушаково — деревня, расположенная в Бужаровском сельском поселении Истринского района Московской области. Население — 10 чел. (2010), зарегистрировано 1 садовое товарищество.
Находится примерно в 9 км на север от Истры, высота над уровнем моря 169 м.

## Население
| 2002 | 2006 | 2010 |
| ---- | ---- | ---- |
| 11   | ↘8   | ↗10  |